# Борле, Жак
Жак Борле (фр. Jacques Borlée; род. 27 сентября, 1957 года, Кисангани, Бельгийское Конго) — бельгийский легкоатлет, бегун на короткие дистанции, специализировавшийся в беге на дистанции 100 метров, 200 метров и 400 метров. Отец и тренер Оливии, Кевина и Джонатана Борле  -  бельгийских спринтеров мирового уровня.
В 2011 году был признан лучшим тренером в Бельгии.

## Биография
Жак Борле родился в Кисангани (Бельгийское Конго), в 1957 году, за три года до независимости страны. Его отец был последним губернатором бельгийской провинции Киву. Семья переехала в Брюссель в 1960 году. Жак Борле был женат на Эдит де Мартелаере, бельгийской легкоатлетке, чемпионке Бельгии на дистанции 200 м. У них пятеро детей. У Жака также есть двое детей от второго брака.
Он также является соучредителем "Βrussels αthletics", некоммерческая организация,которая поддерживает интерес столичного региона Брюссель к спорту и, в частности, способствует развитию легкой атлетики.

## Спортивная карьера
Жак Борле был спринтером и специализировался на дистанциях 100 м, 200 м и 400 м. Он выиграл восемь Чемпионатов Бельгии по лёгкой атлетике (100 м: в 1981 и 1983 годах, 200 м: 1979, 1981, 1983 и 1984 годах, 400 м: в 1982 году и 400 м с/б: в 1977 году) . В 1983 году он завоевал серебряную медаль на дистанции 200 м на Чемпионате Европы в помещениях 1983 в Будапеште. В 1980 году Жак выступал на Летних Олимпийских играх 1980 в Москве, дойдя до четвертьфинала на дистанции 400 метров. На Чемпионате Европы по легкой атлетике 1982 в Афинах, он занял пятое место в первом туре  на 400 м, и пятое место в финале в мужской эстафете 4x400 метров. Его личный рекорд на 400 м составляет 45,4 секунды, установленный в 1979 году.

## Тренерская работа
Жак Борле тренирует его сыновей-близнецов, Кевина и Джонатана, дочь Оливию, а также национальную мужскую эстафетную четвёрку (4*400 м).4 октября 2011 года он признан лучшим тренером года в Бельгии.